# اعتبار و بدهی
اعتبار و بدهی: آندری وایدا دربارهٔ آندری وایدا (لهستانی: Kredyt i debet. Andrzej Wajda o sobie) یک فیلم مستند زندگی‌نامه‌ای لهستانی به کارگردانی آندری وایدا است که در سال ۱۹۹۹ منتشر شد.